# NGC 1849
NGC 1849 (również ESO 85-SC49) – gromada otwarta, znajdująca się w gwiazdozbiorze Złotej Ryby. Należy do Wielkiego Obłoku Magellana. Odkrył ją John Herschel 3 stycznia 1837 roku.